# اوموتنینسک
شهر اوموتنینسک (به روسی: Омутнинск) در کشور روسیه و در استان اوبلاست کیروف واقع شده‌است.

## منابع

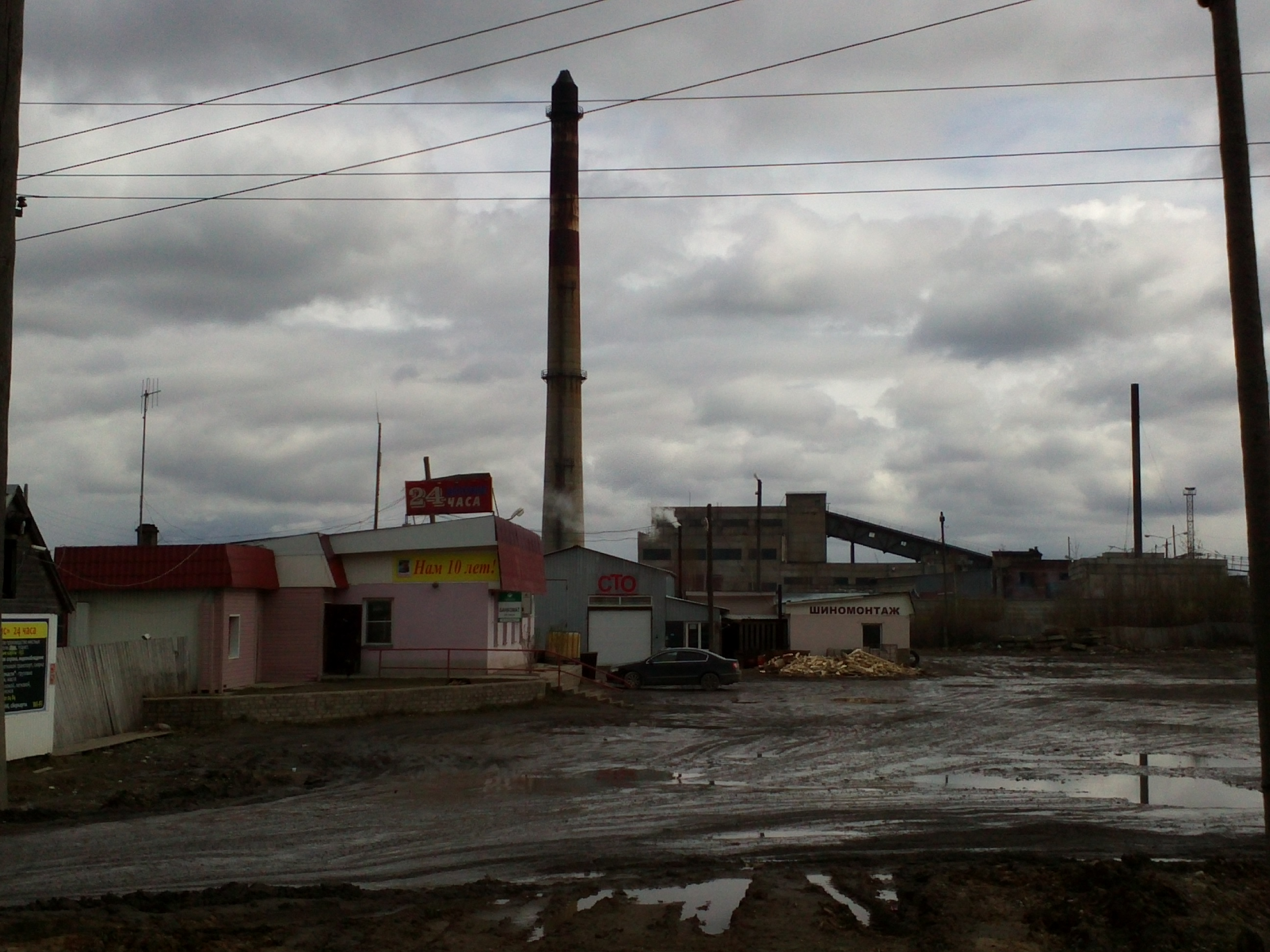
Омутнинск